# Sciapus bipectinatus
Sciapus bipectinatus är en tvåvingeart som beskrevs av Octave Parent 1934. Sciapus bipectinatus ingår i släktet Sciapus och familjen styltflugor.
Artens utbredningsområde är Kenya. Inga underarter finns listade i Catalogue of Life.